# Callianthe pachecoana
Callianthe pachecoana är en malvaväxtart som först beskrevs av Paul Carpenter Standley och Steyerm., och fick sitt nu gällande namn av Donnell. Callianthe pachecoana ingår i släktet Callianthe och familjen malvaväxter. Inga underarter finns listade i Catalogue of Life.